# シャーロット・アワーバック
シャーロット・アワーバック（Charlotte Auerbach, 1899年5月14日 - 1994年3月17日）は、ドイツ生まれのイギリスの遺伝学者。ドイツ語読みではシャルロッテ・アウエルバッハ（またはアウアーバハ）。化学物質によって突然変異が誘発されることを発見した。

## 来歴
ドイツ帝国のクレーフェルトでユダヤ人科学者・芸術家一家の家庭に生まれる。ナチス・ドイツの反ユダヤ主義の影響でイギリスに渡り、スコットランドのエディンバラ大学の動物遺伝研究所に所属した。1938年にハーマン・J・マラー（X線による突然変異の発見者）が研究所に所属したことで、彼の影響で突然変異の分野を研究するようになった。1942年にA. J. クラーク、 J. M. ロブソンらとともに、マスタードガスによってショウジョウバエの遺伝子に突然変異が発生することを発見した。その後、化学物質による突然変異について研究を続け、生物学における世界最高レベルの賞、ダーウィン・メダルを1976年に受賞している。1977年メンデル・メダル受賞。

## 作家活動
1947年にシャーロット・オーステン (Charlotte Austen) のペンネームで『Adventures with Rosalind』という妖精物語を出版している。